# 大洋鳄属
大洋鱷（學名：Oceanosuchus）是種已滅絕海生鱷類，屬於中真鱷類的大頭鱷科，化石發現於法國諾曼第，年代為白堊紀晚期（森諾曼階早期）。大洋鱷的化石包含一個頭骨與部分骨骼。與其他大頭鱷科相比，大洋鱷的吻突較短。大洋鱷是在2007年被敘述、命名，模式種是O. boecensis。